# ماریا جوزف آستوریاس
ماریا جوزف آستوریاس (لهستانی: Maria Józefa؛ ۸ دسامبر ۱۶۹۹ – ۱۷ نوامبر ۱۷۵۷) آخرین ملکه لهستان بود. او با آگوستوس سوم لهستان ازدواج کرده‌بود.
وی بزرگترین فرزند یوزف یکم، امپراتور مقدس روم بود.